# نينا إيشنجر
نينا إيشنجر (بالألمانية: Nina Eichinger)‏ هي مقدمة تلفزيونية وممثلة ألمانية، ولدت في 16 سبتمبر 1981 بميونخ في ألمانيا.

## أعمال

### أفلام
- (2011) الفرسان الثلاثة

## وصلات خارجية
- نينا إيشنجر على موقع IMDb (الإنجليزية)
- نينا إيشنجر على موقع ألو سيني (الفرنسية)
- نينا إيشنجر على موقع قاعدة بيانات الأفلام السويدية (السويدية)
- نينا إيشنجر على موقع قاعدة بيانات الفيلم (الإنجليزية)
- نينا إيشنجر على موقع كينوبويسك (الروسية)